# Důl Stelčoves
Důl Stelčoves také Stehelčeves byl černouhelný hlubinný důl v katastrálním území Stehelčeves v kladensko-rakovnické uhelné pánvi. Důl byl vybudován Pražskou železářskou společností (dále PŽS) v letech 1871 až 1875, od roku 1897 byl sladovnou a pak pivovarem.

## Historie
Důl byl hlouben v dolovém poli PŽS do hloubky 160,2 m, kde byla zastižena nevýznamná sloj. Hloubení řídil Ing. Jan Karlík (1840–1915). Jáma měla obdélný průřez a do hloubky 12 m byla vyzděna. Po propojení překopem v délce 830 m s dolem Vítek (Václav) v Cvrčkovicích sloužil jako vodní a větrná jáma. V roce 1875 byl provoz ukončen a jáma zasypána. Těžní stroj byl převezen na důl Mayrau. V roce 1897 byly povrchové objekty prodány sládkovi Vilému Havlíkovi z Kročehlav, který zde založil sladovnu a od roku 1901 byl zde pivovar.
Jámová budova byla přestavěna na sladovnu a kolem roku 1901 byla postavena budova pivovaru se sklepy. Zařízení v pivovaru od prvopočátku poháněl parní stroj. K výrobě piva byl nakupováno obilí a chmel z okolních buštěhradských a kladenských statků, vodu čerpal ze zatopeného dolu. V době plného provozu výstav činil asi 25 000 hl piva ročně. Největší výstav byl v letech 1910–1911. V roce 1930 byl provoz pivovaru ukončen pro nedostatek vody a do roku 1940 fungoval jako stáčírna pivovaru Krušovice.
Do roku 1925 pivovar nesl název Středočeský pivovar a sladovna, a. s., dříve První kladenská sladovna, v období 1925–1930 V. Havlík, pivovar a sladovna, spol. s r. o.
V roce 1998 byl zaznamenán propad zásypu v jámě. V roce 1999 byla provedena zabezpečení a dosypání popílkovým stabilizátem.

## Architektura
Nad jámou byl postaven centrální typ těžní budovy tj. zděná těžní věž se dvěma nižšími křídly. V západním křídlem byla strojovna s těžním strojem. Dalším samostatným objektem kolmo postaveným k těžní věži byla kotelna s komínem, který je vysoký 36 m. Oba objekty byly později propojeny. Přestože byla sladovna rekonstruována, zachovala si svůj vzhled z počátku dvacátých let 20. století.
V blízkosti byla postavena dvoupodlažní budova pivovaru, ve které byly veškeré funkční části pivovaru (štoky, spilka, varna, strojovna a sklepy).

## Název
Název dolu pochází od v té době úředního názvu obce Stelčoves, který byl zákonem změněn 14. dubna 1920 na Stehelčeves.